# سون یاتینگ
سون یاتینگ (انگلیسی: Sun Yating؛ زادهٔ ۲۴ فوریهٔ ۱۹۸۸) بازیکن زن واترپلو اهل چین است.
وی در مسابقات کشوری و بین‌المللی در مجموع برندهٔ ۲ مدال طلا، ۱ مدال نقره، ۱ مدال برنز شده‌است.